# Fårtjärnen (Arjeplogs socken, Lappland)
Fårtjärnen är en sjö i Arjeplogs kommun i Lappland och ingår i Skellefteälvens huvudavrinningsområde.